# Terremoto de Tucumán de 1913
El Terremoto de Tucumán de 1913 fue un terremoto, movimiento sísmico que ocurrió el 6 de junio de 1913, a las 16:45 UTC-3 (Hora Local Argentina + 3), en la provincia de Tucumán, Argentina. 
Tuvo su epicentro en las coordenadas geográficas 27°20′00″S 65°10′00″O / -27.33333, -65.16667
La magnitud estimada fue de 5,5 en la escala de Richter, a una profundidad de 30 kilómetros; y de una intensidad de "grado VI" en la escala de Mercalli.
Se sintió con gran intensidad en la capital provincial San Miguel de Tucumán. Causó alarma y leves daños en esa ciudad.